# Andrés Pastrana Arango
Andrés Pastrana Arango (ur. 17 sierpnia 1954 w Bogocie) – kolumbijski prawnik i polityk, prezydent kraju w latach 1998–2002.

## Zarys biografii
Andrés Pastrana Arango pełnił funkcję prezydenta Kolumbii od 7 sierpnia 1998 do 7 sierpnia 2002.
W 1998 zgodził się na demilitaryzację regionu San Vicente del Caguán. Rozbrojenie miało pomóc w nawiązaniu dialogu między kolumbijskim rządem a lewicową partyzantką FARC. Jednak po rozbrojeniu FARC stwarzała tylko pozory rozmów, rozwijając produkcję kokainy na terenie zdemilitaryzowanym.
5 kwietnia 2002 został odznaczony Krzyżem Wielkim Orderu Zasługi Rzeczypospolitej Polskiej.